# Concessão Rudd
A Concessão Rudd, uma concessão escrita para direitos exclusivos de mineração nas regiões da Matabelelândia, Maxonalândia e outros territórios adjacentes no que é hoje o Zimbábue, foi concedida pelo rei Lobengula do Reino Mutuacazi a Charles Rudd, James Rochfort Maguire e Francis Thompson, três agentes que atuam em nome do político e empresário britânico Cecil Rhodes, em 30 de outubro de 1888. Apesar das tentativas retrospectivas de Lobengula de rejeitá-lo, provou ser a base para a carta real concedida pelo Reino Unido à Companhia Britânica da África do Sul de Rhodes em outubro de 1889, e depois para a ocupação de Maxonalândia pela Coluna Pioneira em 1890, que marcou o início do assentamento e da colonização branca no território que foi constituído como Rodésia, em homenagem a Rhodes, em 1895.
A busca de Rhodes pelos direitos exclusivos de mineração na Matabelelândia, na Maxonalândia e nos arredores foi motivada por seu desejo de anexá-los ao Império Britânico como parte de sua ambição pessoal por uma ferrovia do Cabo ao Cairo — obter uma carta real de concessão econômico-administrativa expedida pelo governo britânico, habilitando-o a anexar e, posteriormente, governar e explorar a bacia hidrográfica do Zambeze e a bacia hidrográfica do Limpopo em nome da Grã-Bretanha. Ele lançou as bases para as negociações de concessão durante o início de 1888, organizando um tratado entre o Império Britânico e o Reino Mutuacazi dos matabeles e, em seguida, enviou a equipe de Rudd, proveniente da África do Sul, para obter os direitos. Rudd teve sucesso após uma corrida para a capital Mutuacazi, Bulavaio, contra Edward Arthur Maund, um rival do processo licitatório, empregado por um sindicato com sede em Londres. Mesmo assim, Rudd teve que se empenhar em longas negociações com o rei e seu conselho de izinDuna (líderes tribais).
A concessão conferia aos donatários os direitos exclusivos de minerar em todo a soberania de Lobengula, bem como o poder de defender essa exclusividade pela força, em troca de armas e tributos regulares. A partir do início de 1889, o rei tentou repetidamente repudiar o documento com base em engano por parte das concessionárias em relação aos termos estabelecidos (apenas Rudd entendeu a maioria dos termos). O rei insistiu que as restrições às atividades dos donatários haviam sido acordadas oralmente, e considerou que elas faziam parte do contrato. Ele tentou persuadir o governo britânico a considerar a concessão inválida, entre outras coisas enviando emissários para se encontrar com a rainha Vitória no Castelo de Windsor, mas esses esforços não tiveram sucesso.
Depois que Rhodes e o consórcio londrino concordaram em reunir seus interesses, Rhodes viajou para Londres, chegando em março de 1889. Sua candidatura à carta amalgamada reuniu grande apoio político e popular nos meses seguintes, levando o primeiro-ministro, Lord Salisbury, a aprovar a carta régia, que foi formalmente concedida em outubro de 1889. A Companhia ocupou e anexou a Maxonalândia cerca de um ano depois. Tentando criar um rival para a Concessão Rudd, Lobengula concedeu direitos semelhantes ao empresário alemão Eduard Lippert em 1891, mas Rhodes prontamente adquiriu esta concessão também. As tropas da Companhia conquistaram a Matabelelândia durante a Primeira Guerra Matabele de 1893-1894, e Lobengula morreu de varíola no exílio logo depois.